# Sân bay Vilhelmina
Sân bay Vilhelmina là một sân bay ở Vilhelmina, Thụy Điển (IATA: VHM, ICAO: ESNV). 
Sân bay này có 1 đường băng dài 1502 mét, bề mặt nhựa đường.
Năm 2008, sân bay này đã phục vụ 16 039 lượt khách với 887 lượt chuyến. 

## Các hãng hàng không và tuyến bay
- NextJet (Stockholm-Arlanda, Hemavan)